# Acta Botanica Fennica
Acta Botanica Fennica (abreviado Acta Bot. Fenn.) es una revista con ilustraciones y descripciones botánicas que se publica en Finlandia desde 1925.